# Cal Formaire
Cal Formaire és una obra barroca de Capellades (l'Anoia) protegida com a Bé Cultural d'Interès Local.

## Descripció
El carrer Major és l'eix principal del nucli urbà que des de la plaça de l'Església travessa el nucli antic de nord a sud, el qual presenta un traçat trencat. Està limitat per cases entre mitgeres d'arquitectura popular, amb habitatges en les plantes pis i comerç als baixos, mantenint el caràcter de nucli antic. La majoria d'obertures de la planta baixa han estat modificades per adaptar-se a nous usos. El centre del carrer està pavimentat amb asfalt i les voreres amb el clàssic panot hidràulic. És pavimentat a un sol pla, el centre del qual amb peces rectangulars de pedra artificial de dos colors, les de color gris emmarcant rectangles de peces de color vermellós, i la resta està fet amb peces de pedra irregulars adaptant-se a l'alineació de les façanes.
Casa de planta baixa i dues plantes pis. Es cobreix amb coberta de teula àrab a dues vessants amb el carener paral·lel a la façana, vessant acabada amb imbricació de maó i teula, canal i baixant fins al forjat de planta baixa. La façana està composta simètricament segons dos eixos, amb obertures de proporció sensiblement horitzontal i els balcons protegits amb baranes de ferro forjat de brèndoles verticals. El portal d'entrada és de carreus de pedra i arc de mig punt, i en la clau hi ha gravada una petita creu i les inscripcions "IHS" i "1620". El parament de façana està estucat de color gris, recolzat en un sòcol de pedra aplacada és fruit d'una reforma contemporània.

## Història
S. XVII època de gran augment demogràfic i, per tant, d'expansió urbanística de la major part de núclis de la comarca.
Al segle xvii s'originà un desvetllament de la població amb l'eixamplament de les muralles del perimetre de la plaça de la'església, així com de l'eix del carrer Major. Aquest edifici com indica la data inscrita a l'arcada fou construït el 1620. Possiblement, en aquella època, com es deriva de la documentació notarial, i com altres edificis de la zona, aquesta casa deuria estar aïllada i envoltada d'horts. Encara estava lluny la total urbanització del carrer Major.
Aquesta casa del carrer Major apareix des d'antic vinculada a una de les branques de la família Tort. Al Capbreu de 1805 apareixen diferents Tort.